# パナソニックトライアンズ
パナソニックトライアンズ（英: Panasonic Trians）は、かつて存在していた日本のバスケットボールチーム。本拠地は大阪府枚方市。JBLに所属していた。母体企業はパナソニック。
現在、近畿リーグに所属している和歌山トライアンズの実質的な前身となったチームである。

## 概要

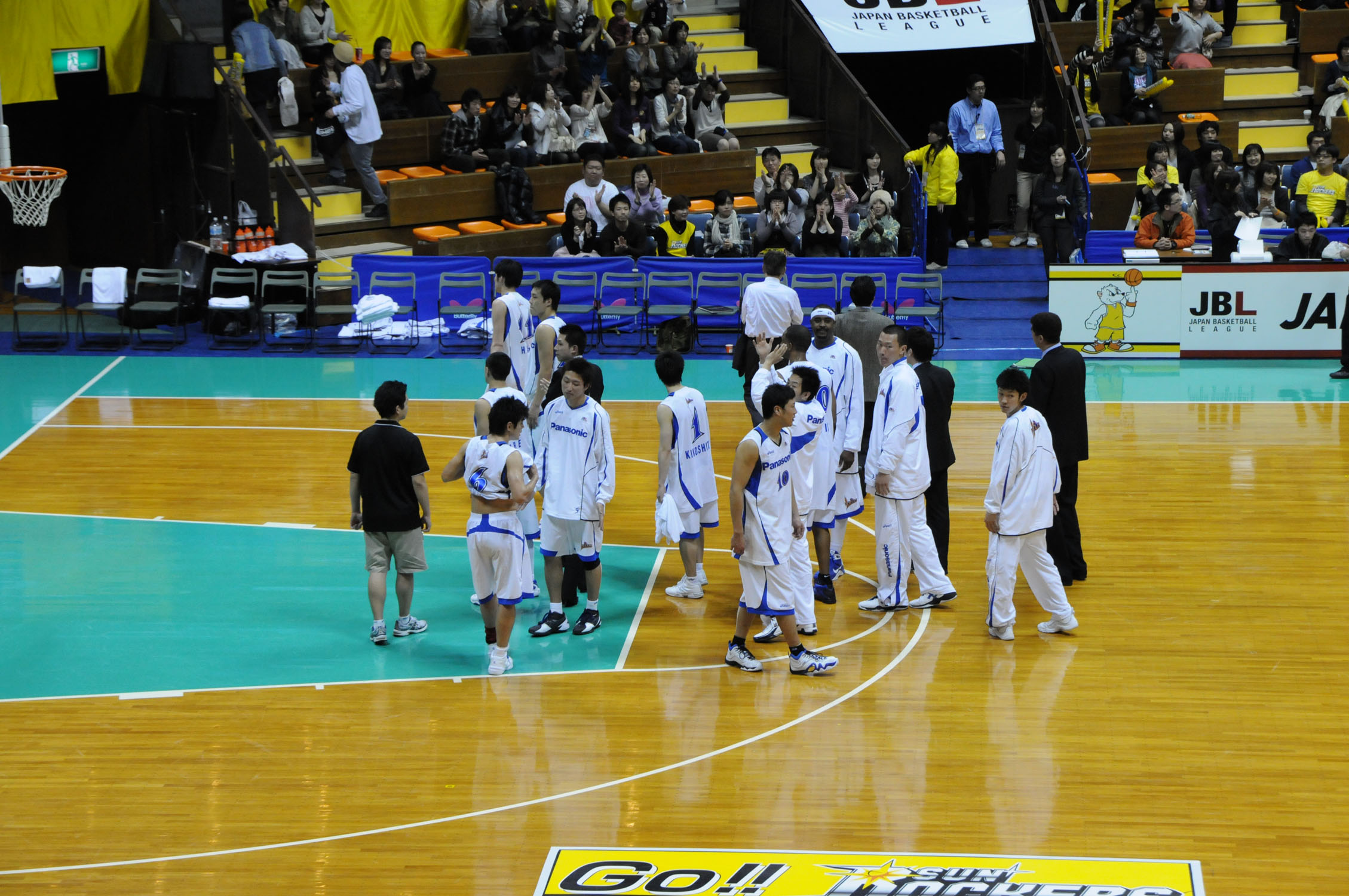
2009年2月14日、代々木第二体育館

初代日本リーグ王者であり、リーグ戦13回、オールジャパン10回、全日本実業団1回、国体2回を制覇した古豪。獲得した全国タイトル計26回は、NKKシーホークスに次いで歴代2位の多さを誇る。
最後のリーグ優勝は1994-95で、この時のMVPはルーキーの長谷川誠で新人王も獲得している。
日本人プロ契約選手は所属しておらず、新JBL移行後も嘱託（セミプロ）契約選手が主力を占めていた。

### チーム名由来
「TRI（三つの）+AN（～の人）+S（英語の造語）」としてチーム・地域・企業の三者が一体となる運営を理想とすることを表現。
また、本拠地である枚方市の形状が三角形（トライアングル）であることから、三銃士のように勇敢で強く、チームワークのあるプレーを目指している。

### マスコットキャラクター
ガンバラナイト
- 「イエロー」「ブルー」「イエロー」の3体。
- 休部後は残されたパナソニックのスポーツ活動全体のマスコットとなった[1]。

### NBL断念、休部へ
会社の経営悪化に伴い、2012-13シーズンを最後に休部する方針であることが報道されている。これを受けJBLに代わり創設されるナショナル・バスケットボール・リーグ（NBL）には不参加が通達された。そして2012年10月31日、バドミントン部とともに休部が正式発表された。
2012年12月18日、パナソニック創業者松下幸之助生誕の地である和歌山県にプロチームが新設され、NBL参加権が譲渡されることが報道されている。翌19日のNBL最高責任者会議で参加権譲渡が承認された。
2013年2月9日、チーム名が「トライアンズ」を継承した「和歌山トライアンズ」と発表され、加えてパナソニックもスポンサーの一角に入り、登録15人のうちパナソニック所属選手は半数程度になる見込みであることが明らかになった。
ラストシーズンとなる2012-13は16年ぶりのオールジャパン優勝を果たしたが、リーグ戦は5位に終わりプレーオフを逃したため2013年3月24日の最終戦を以って松下電器バスケットボール部時代から数えて62年の歴史を持つパナソニックとしての競技活動は幕を下ろし、新チームへ継承される。
最終所属選手のうち新チームへ移籍が決まったのは7名で、他は2012年11月にNBL/NBDL加盟全チーム参加によるポスティングを実施して12月に4名の移籍が決定、残る日本人1名と外国人2名は「自由契約選手リスト」に公示された。
なお、パナソニックはトライアンズ撤退から10年後の2023年に、関連会社のパナソニックスポーツを介して、B1リーグの大阪エヴェッサとゴールドパートナーとして提携を結んでいる。

## 沿革
- 1951年創部。
- 1996年、愛称を「松下電器スーパーカンガルーズ（Super Kangaroos）」とする。
- 1998年、「松下電器パナソニックスーパーカンガルーズ（Panasonic Super Kangaroos）」に改名。
- 2006年、「パナソニックスーパーカンガルーズ」に改名。
- 2007年、新JBL発足に当たり「パナソニックトライアンズ」に改名。興行権は日本バスケットボールオペレーションズ（JBO）に委託。
- 2008年、興行権委託を大阪市のイベント会社「夢s（MUZU）」に変更。
- 2013年、休部。チームの権利は「和歌山トライアンズ」へ移譲。

## 成績

### 旧JBL
| 年度 | リーグ         | ディビジョン   | 回 | レギュラーシーズン | レギュラーシーズン | レギュラーシーズン | セミファイナル | セミファイナル | ファイナル | ファイナル | 最終結果 |
| 年度 | リーグ         | ディビジョン   | 回 | 勝                 | 敗                 | 順位               | 勝             | 敗             | 勝         | 敗         | 最終結果 |
| ---- | -------------- | -------------- | -- | ------------------ | ------------------ | ------------------ | -------------- | -------------- | ---------- | ---------- | -------- |
| 1967 | 日本リーグ     | 日本リーグ     | 1  | 6                  | 1                  | ?                  | ?              | ?              | ?          | ?          | 優勝     |
| 1968 | 日本リーグ     | 日本リーグ     | 2  | 5                  | 2                  | ?                  | ?              | ?              | ?          | ?          | 3位      |
| 1969 | 日本リーグ     | 日本リーグ     | 3  | 5                  | 2                  | ?                  | ?              | ?              | ?          | ?          | 3位      |
| 1970 | 日本リーグ     | 日本リーグ     | 4  | 4                  | 6                  | ?                  | ?              | ?              | ?          | ?          | 4位      |
| 1971 | 日本リーグ     | 日本リーグ     | 5  | 6                  | 4                  | ?                  | ?              | ?              | ?          | ?          | 3位      |
| 1972 | 日本リーグ     | 日本リーグ     | 6  | 5                  | 5                  | ?                  | ?              | ?              | ?          | ?          | 4位      |
| 1973 | 日本リーグ     | 日本リーグ     | 7  | 4                  | 6                  | ?                  | ?              | ?              | ?          | ?          | 4位      |
| 1974 | 日本リーグ     | 日本リーグ     | 8  | 7                  | 3                  | ?                  | ?              | ?              | ?          | ?          | 準優勝   |
| 1975 | 日本リーグ     | 日本リーグ     | 9  | 9                  | 1                  | 位                 |                |                |            |            | 優勝     |
| 1976 | 日本リーグ     | 日本リーグ     | 10 | 10                 | 0                  | 位                 |                |                |            |            | 優勝     |
| 1977 | 日本リーグ     | 日本リーグ     | 11 | 5                  | 5                  | 位                 |                |                |            |            | 4位      |
| 1978 | 日本リーグ     | 1部            | 12 | 5                  | 5                  | 位                 |                |                |            |            | 3位      |
| 1979 | 日本リーグ     | 1部            | 13 | 9                  | 1                  | 位                 |                |                |            |            | 優勝     |
| 1980 | 日本リーグ     | 1部            | 14 | 9                  | 1                  | 位                 |                |                |            |            | 優勝     |
| 1981 | 日本リーグ     | 1部            | 15 | 10                 | 0                  | 位                 |                |                |            |            | 優勝     |
| 1982 | 日本リーグ     | 1部            | 16 | 13                 | 2                  | 位                 |                |                |            |            | 準優勝   |
| 1983 | 日本リーグ     | 1部            | 17 | 10                 | 0                  | 位                 |                |                |            |            | 優勝     |
| 1984 | 日本リーグ     | 1部            | 18 | 14                 | 0                  | 位                 |                |                |            |            | 優勝     |
| 1985 | 日本リーグ     | 1部            | 19 | 11                 | 3                  | 位                 |                |                |            |            | 優勝     |
| 1986 | 日本リーグ     | 1部            | 20 | 13                 | 1                  | 位                 |                |                |            |            | 優勝     |
| 1987 | 日本リーグ     | 1部            | 21 | 12                 | 2                  | 位                 |                |                |            |            | 優勝     |
| 1988 | 日本リーグ     | 1部            | 22 | 14                 | 1                  | C1位               |                |                |            |            | 準優勝   |
| 1989 | 日本リーグ     | 1部            | 23 | 13                 | 2                  | T1位               |                |                |            |            | 優勝     |
| 1990 | 日本リーグ     | 1部            | 24 | 13                 | 2                  | C1位               |                |                |            |            | 準優勝   |
| 1991 | 日本リーグ     | 1部            | 25 | 13                 | 2                  | T1位               |                |                |            |            | 準優勝   |
| 1992 | 日本リーグ     | 1部            | 26 | 12                 | 10                 | 位                 |                |                |            |            | 4位      |
| 1993 | 日本リーグ     | 1部            | 27 | 9                  | 1                  | T1位               |                |                |            |            | 7位      |
| 1994 | 日本リーグ     | 1部            | 28 | 13                 | 3                  | C1位               |                |                |            |            | 優勝     |
| 1995 | 日本リーグ     | 1部            | 29 | 12                 | 4                  | T1位               |                |                |            |            | 7位      |
| 1996 | 日本リーグ     | 1部            | 30 | 7                  | 9                  | C4位               |                |                |            |            | 8位      |
| 1997 | 日本リーグ     | 1部            | 31 | 8                  | 8                  | T4位               |                |                |            |            | 7位      |
| 1998 | 日本リーグ     | 1部            | 32 | 9                  | 7                  | C2位               |                |                |            |            | 3位      |
| 1999 | 日本リーグ     | 1部            | 33 | 10                 | 6                  | T2位               |                |                |            |            | 6位      |
| 2000 | 日本リーグ     | SL             | 34 | 6                  | 15                 | 8位                | ---            | ---            | ---        | ---        | 8位      |
| 2001 | スーパーリーグ | スーパーリーグ | 1  | 2                  | 19                 | 8位                | ---            | ---            | ---        | ---        | 8位      |
| 2002 | スーパーリーグ | スーパーリーグ | 2  | 11                 | 10                 | 4位                | 0              | 2              | ---        | ---        | 4位      |
| 2003 | スーパーリーグ | スーパーリーグ | 3  | 14                 | 14                 | 4位                | 0              | 2              | ---        | ---        | 4位      |
| 2004 | スーパーリーグ | スーパーリーグ | 4  | 14                 | 14                 | 5位                | ---            | ---            | ---        | ---        | 5位      |
| 2005 | スーパーリーグ | スーパーリーグ | 5  | 9                  | 17                 | 7位                | ---            | ---            | ---        | ---        | 7位      |
| 2006 | スーパーリーグ | スーパーリーグ | 6  | 13                 | 11                 | 4位                | 1              | 2              | ---        | ---        | 4位      |

※日本リーグ1部の第22回（1988年）から第33回（1999年）まではC（クーガー）、T（タイガー）のディビジョン制を導入。

※日本リーグ1部の第34回（2000年）のディビジョンはSL（プレスーパーリーグ）、NL（日本リーグ）として実施。

### JBL
| 年度    | リーグ | 回 | レギュラーシーズン | レギュラーシーズン | レギュラーシーズン | セミファイナル               | セミファイナル               | ファイナル                   | ファイナル                   | 最終結果                     | HC       |
| 年度    | リーグ | 回 | 勝                 | 敗                 | 順位               | 勝                           | 敗                           | 勝                           | 敗                           | 最終結果                     | HC       |
| ------- | ------ | -- | ------------------ | ------------------ | ------------------ | ---------------------------- | ---------------------------- | ---------------------------- | ---------------------------- | ---------------------------- | -------- |
| 2007-08 | JBL    | 1  | 18                 | 17                 | 5位                | ---                          | ---                          | ---                          | ---                          | 5位                          | 清水良規 |
| 2008-09 | JBL    | 2  | 22                 | 13                 | 3位                | 1                            | 2                            | ---                          | ---                          | 3位                          | 清水良規 |
| 2009-10 | JBL    | 3  | 25                 | 17                 | 3位                | 1                            | 2                            | ---                          | ---                          | 3位                          | 清水良規 |
| 2010-11 | JBL    | 4  | 26                 | 10                 | 2位                | 震災のためプレイオフ実施せず | 震災のためプレイオフ実施せず | 震災のためプレイオフ実施せず | 震災のためプレイオフ実施せず | 震災のためプレイオフ実施せず | 清水良規 |
| 2011-12 | JBL    | 5  | 24                 | 18                 | 4位                | 1                            | 2                            | ---                          | ---                          | 4位                          | 清水良規 |
| 2012-13 | JBL    | 6  | 20                 | 22                 | 5位                | ---                          | ---                          | ---                          | ---                          | 5位                          | 清水良規 |

### 獲得タイトル
- 日本リーグ
  - 優勝13回（1967・1975・1976・1979・1980・1981・1983・1984・1985・1986・1987・1989・1994）
- オールジャパン（天皇杯）
  - 優勝10回（1976・1979・1982・1983・1986・1987・1988・1995・1997・2013）
- 全日本実業団バスケットボール選手権（現:実業団競技大会）
  - 優勝1回
- 国体
  - 優勝2回

## 選手とスタッフ
2013年休部当時

### 監督陣
- ヘッドコーチ: 清水良規
- コーチ: 大野篤史
- アシスタントコーチ: 金田詳徳

### 選手
| No. | 名前                   | 生年 | 身長、体重   | 出身     | 前所属                 |
| --- | ---------------------- | ---- | ------------ | -------- | ---------------------- |
| 1   | 木下博之               | 1980 | 178cm、70kg  | 大阪府   | 日本体育大学           |
| 2   | 阿部佑宇               | 1984 | 178cm、75kg  | 北海道   | 東海大学               |
| 6   | 永山誠                 | 1977 | 184cm、80kg  | 兵庫県   | 日本大学               |
| 7   | 小林慎太郎             | 1985 | 184cm、83kg  | 熊本県   | 東海大学               |
| 10  | 大西崇範               | 1983 | 196cm、95kg  | 兵庫県   | 日本体育大学           |
| 12  | 久保田遼               | 1989 | 197cm、94kg  | 大分県   | 早稲田大学             |
| 13  | 渡邉裕規               | 1988 | 180cm、74kg  | 神奈川県 | 青山学院大学           |
| 14  | 金丸晃輔               | 1989 | 192cm、78kg  | 福岡県   | 明治大学               |
| 18  | 中務敏宏               | 1986 | 187cm、89kg  | 大阪府   | 筑波大学               |
| 21  | 根来新之助             | 1987 | 195cm、96kg  | 大阪府   | 天理大学               |
| 22  | チャールズ・オバノン   | 1975 | 201cm、100kg | 米国     | 東芝ブレイブサンダース |
| 24  | 広瀬健太               | 1985 | 193cm、90kg  | 島根県   | 青山学院大学           |
| 25  | 平尾充庸               | 1989 | 178cm、70kg  | 徳島県   | 天理大学               |
| 31  | 青野文彦               | 1978 | 210cm、120kg | 愛媛県   | 青山学院大学           |
| 40  | ジャミール・ワトキンス | 1977 | 211cm、116kg | 米国     |                        |

### 過去の主な所属選手
- 荒井利一
- 三神雅明
- 阪田修三
- 杉田勝彦
- 中島康行
- 清水良規（1972-78、HCも歴任）
- 沼田宏文 （1975-85）
- 斎藤文夫
- 大原輝隆
- 野口孝治
- 長谷川誠（1994-96）
- 竹原太一（1998-2000）
- 天日謙作（1989-2001、HCも歴任）
- 比嘉靖（1996-2001）
- 山崎昭史（1991-2002）
- 三宅学（1999-2003）
- 寺下太基（2002-2003）

- 赤穂真（1998-2004）
- 川面剛（1997-2005）
- 仲村直人（1999-2006）
- 佐藤浩貴（2004-2006）
- 石坂秀一（1999-2008）
- 川曽努（2003-08）
- 西塔佳郎（2005-08）
- 佐藤信長（2006-08）
- 竹田謙（2006-08）
- ティロ・キレット（2006-08）
- 山田大治（2007-08）
- 大野篤史（2007-10）
- ジェラルド・ハニーカット（2008-11）
- 梁川禎浩（2009-11）
- エイドリアン・カスタス（2006-07/07-12）
- 青島心（2006-12）
- 濱田卓実（2008-12）
- 金丸晃輔 (2011-13)

## 大阪エヴェッサとの関係
JBLのライバルであるbjリーグの大阪エヴェッサとは、同じ大阪府を本拠地としていた事もあり、大阪のスポーツチームや団体によって結成されている「大阪スポーツ王国」にともに参加していた。また、エヴェッサにはヘッドコーチである天日謙作を始め、パナソニックOBも所属。エヴェッサ側はこの2チームの将来的な合併も視野に入れていた
パナソニックトライアンズ休部から10年が経過しようとした2023年3月、パナソニックグループのスポーツ部門を統括するパナソニックスポーツが大阪エヴェッサとオフィシャルゴールドパートナー契約を締結。